# Piero Romitelli
Piero Romitelli (Civitanova Marche, 30 giugno 1986) è un cantautore, compositore e paroliere italiano.

## Biografia
Nel 2005 prende parte alla quarta edizione del programma Amici di Maria De Filippi, partecipando al serale. 
Successivamente, insieme a Pietro Napolano, forma il duo Pquadro . Nel 2006 i Pquadro partecipano al concorso Sanremolab risultando uno dei tre vincitori, venendo ammessi alla sezione Giovani del Festival di Sanremo 2007. In questa manifestazione propongono il brano Malinconiche sere, che si classifica al terzo posto, ed il cui singolo ottiene un buon successo di vendite.
Nell'estate dello stesso anno Romitelli e Napolano girano l'Italia grazie all'occasione offerta dalla Disney, ovvero quello di interpretare Tu sei la musica in me, versione in italiano di You Are the Music in Me, tratto dal musical High School Musical 2. Questa canzone, insieme a Io e te (versione in italiano di Everyday) , è contenuta nella versione italiana della colonna sonora del film.
Nel 2008 la band pubblica per l'Atlantic Records il suo unico album, intitolato A24 e composto da 10 brani, tra i quali Tu sei la musica in me e Malinconiche sere, pubblicati l'anno prima. Escono i singoli Francesca e Amo sai di te.
Nel 2010 esce il singolo Anime di vetro, il cui videoclip è affidato al regista Gabriele Paoli e vede Federico Russo come protagonista.
All'inizio del 2011 il duo decide di sciogliersi per divergenze musicali, ed i componenti intraprendono carriere soliste.
Nel 2014 Piero Romitelli firma il suo primo contratto, come autore in esclusiva, con Emi Publishing, che verrà poi assorbita da SonyATv.. Inizia così la sua attività da autore musicale, che lo porta a comporre per interpreti della musica contemporanea come Marco Mengoni, Eros Ramazzotti, Emma, Loredana Bertè, Noemi, Giusy Ferreri, Dolcenera, Raf, Chiara, Francesco Renga, Michele Bravi e Il Volo, partecipando più volte, in tale veste, al Festival di Sanremo.
Nel 2015, in duo con la sorella Valeria, arriva tra i 12 finalisti delle selezioni per la sezione Giovani del Festival di Sanremo 2016, esibendosi in prima serata su Rai 1.
Nel febbraio 2020 partecipa come autore al Festival di Sanremo con i brani Il sole ad est, cantato da Alberto Urso e scritto insieme a Gerardo Pulli, che si classifica al 15º posto della sezione Campioni, e 8 Marzo, cantato da Tecla e scritto insieme a Rory Di Benedetto, Emilio Munda, Rosario Canale e Marco Vito, che si classifica al 2º posto della sezione Nuove Proposte. Inoltre il brano 8 Marzo vince il premio per essere stato il brano più trasmesso Earone, il Premio Enzo Jannacci e il premio sala stampa Lucio Dalla.

## Discografia

### Con i Pquadro
Album in studio
- 2008 – A24

Singoli
- 2006 – Segreti
- 2006 – Strano il mio destino (esclusiva radio)
- 2007 – Malinconiche sere
- 2007 – Amo sai di te
- 2007 – Tu sei la musica in me
- 2007 – Io e te
- 2008 – Francesca
- 2010 – Anime di vetro

Colonne sonore
- 2007 – AA.VV. High School Musical 2 (versione italiana), con i brani Tu sei La musica in me e Io e te (con Ambra Lo Faro)
- 2008 – AA.VV. Io non ci casco, con il brano ...E mi manchi tanto

### Solista
Singoli
- 2015 – Mai abbastanza (con Valeria Romitelli)

### Autore per altri artisti
- 2010 – Di sogni e illusioni per Francesco Renga
- 2012 – Il gusto del caffè per Valeria Romitelli
- 2013 – Peccato veniale per Valeria Romitelli
- 2013 – Non me ne accorgo per Marco Mengoni
- 2013 – O-o-O sole intorno a me per Michele Perniola JESC
- 2014 – Domani è un altro film per i Dear Jack
- 2014 – Ricomincio da me per i Dear Jack
- 2014 – Un mondo più vero per Michele Bravi
- 2014 – Ruba l’amore per Chiara
- 2014 – Il senso di noi per Chiara
- 2015 – Il mondo esplode tranne noi per i Dear Jack
- 2015 – Le strade del mio tempo per i Dear Jack
- 2015 – Contatto per i Dear Jack
- 2015 – Ora o mai più per i Dear Jack
- 2015 – Mai davvero per i Dear Jack
- 2015 – Mi allontanerò per Deborah Iurato
- 2015 – Liberi così per Deborah Iurato
- 2015 – Eclissi totale per Raf
- 2015 – Mai abbastanza per Valeria Romitelli
- 2016 – La fiamma per i Gemelli DiVersi
- 2016 – Un soffio dal traguardo per i Gemelli DiVersi
- 2016 – Io e te = la soluzione per Alessio Bernabei
- 2016 – La storia infinita per i Dear Jack
- 2016 – Guerra personale per i Dear Jack
- 2016 – 100 mila watt per Dolcenera
- 2016 – Eterni per gli Zero Assoluto
- 2016 – Una canzone e basta per gli Zero Assoluto
- 2016 – La vita è un’illusione per Valeria Romitelli
- 2017 – The way you are per Sergio Sylvestre
- 2017 – Capolavoro per Raige
- 2017 – La cura per me per Alexia
- 2017 – Il punto in cui tornare per Nina Zilli
- 2017 – Per un niente per Nina Zilli
- 2017 – Il sole contro per Michele Bravi
- 2017 – Buona fortuna per Benji & Fede
- 2018 – Oggi non esisto per nessuno per Noemi
- 2018 – Il sole a mezzanotte per Federica Carta
- 2018 – Come dici tu per Alessio Bernabei
- 2018 – Una donna come me per Loredana Bertè
- 2018 – Universale per Benji & Fede
- 2018 – Muhammad Ali per Marco Mengoni
- 2019 – Cosa ti aspetti da me per Loredana Bertè
- 2019 – Musica che resta per Il Volo
- 2019 – Pioggia viola per Chiara e J-Ax
- 2019 – Tu sei l'amore di cui hai bisogno per gli Stadio
- 2019 – Io sono bella per Emma Marrone
- 2019 – Se fossi aria per Alberto Urso
- 2019 – Più amore per Gaetano Curreri, Amara, Mario Biondi e il Piccolo Coro dell'Antoniano
- 2019 – 8 marzo per Tecla Insolia
- 2020 – Il sole ad est per Alberto Urso
- 2020 – Devi volerti bene per Irene Grandi
- 2020 – Coco Chanel per Gaia
- 2020 – Disinnescare  per Amici 19
- 2021 – Serenata per Anna Tatangelo
- 2021 – Anna Zero per Anna Tatangelo
- 2022 – El Paraiso junto a Mi per Sergio Dalma
- 2022 – Gli Oasis di una volta per Giusy Ferreri
- 2022 – Quelle come me per Loredana Bertè
- 2022 –  Nessuno a parte noi per Eros Ramazzotti
- 2022 – Ti dedico per Eros Ramazzotti
- 2022 –  Gli ultimi romantici per Eros Ramazzotti
- 2022 – Chiedimi come sto per Marco Mengoni feat. Bresh
- 2023 – 80 voglia di te per Raf
- 2023 – Un secondo fa per Elettra Lamborghini feat. Chema Rivas
- 2023 – Ci pensa mamma per lo Zecchino d'Oro
- 2023 - La mia casa per Raf
- 2024 - La notte di Natale per Carolina Benvenga
- 2024 - Coccodance per lo Zecchino d'Oro